# Billy Gilman
Billy Gilman (William Wendell Gilman) sinh ngày 24 tháng 5 năm 1988, là một ca sĩ kiêm nhạc đồng quê người Mỹ đã được đề cử giải Grammy.

## Tiểu sử
Billy Gilman sinh ra ở Hope Valley, Đảo Rhode, Hoa Kỳ và sống chung với bố mẹ: Bill Gilman và Fran Gilman, cùng cậu em trai Colin.
Năm 8 tuổi, Billy đã thu hút sự chú ý của một người hướng dẫn luyện giọng ở địa phương, Angela Bacari, người mà sau này đã trở thành quản lý của Billy. Cậu bé đã gặp Ray Benson, người giúp cậu ghi âm những bản thu thử. Trước khi album đầu tay phát hành, Billy đã hát "Roly Poly" cùng với Ray Benson tại lễ trao giải ACM vào ngày 8 tháng 5 năm 2000, đó cũng là lần đầu tiên Billy Gilman trình diễn trong một chương trình truyền hình.
Đĩa đơn đầu tiên của Billy Gilman, One Voice, được phát hành vào 20 tháng 5 năm 2000 và nhanh chóng leo lên hạng đầu tiên trong bảng xếp hạng Billboard các đĩa đơn nhạc Đồng quê, trụ hạng trong vòng 5 tuần liên tiếp sau đó.
Vào ngày 20 tháng 6 năm 2000, album đầu tay của Billy cũng có tên là One Voice được phát hành. Khi album được trao giải vàng bởi RIAA vào 19 tháng 7 năm 2000, Billy trở thành nghệ sĩ nhạc đồng quê trẻ tuổi nhất được nhận giải thưởng này. 12/09, album One voice nhận giải thưởng Bạch Kim biến Billy thành nghệ sĩ trẻ tuổi nhất của mọi dòng nhạc được vinh danh. Hơn thế nữa, với 2 lần được giải Bạch Kim, One Voice đã giúp Billy nhận được đề cử cho giải âm nhạc Grammy danh giá. Tháng 1 năm 2001, Billy Gilman được bầu là nghệ sĩ đồng quê mới được yêu thích nhất trong lễ trao giải âm nhạc Mỹ (American Music Awards).
Gilman cho ra đời một album nhạc Giáng Sinh mang tên Classic Christmas vào cuối năm 2000. Đến cuối năm đó, Billy đã đạt tới doanh số bán ra 65.000 album mỗi tuần.
2001, sự xuất hiện của album thứ ba Dare to Dream nhận được giải vàng của RIAA.
Từ đó đến nay, Billy đã phát hành thêm ba album nữa, một trong số đó là 1 album các bàn hát dựa trên lời thơ của Mattie Stepanek, một cậu bé trai 13 tuổi mắc chứng teo cơ. Tuổi dậy thì đã làm thay đổi chất giọng của Billy Gilman và cậu tạm nghỉ thu âm.
Billy Gilman là đại biểu của hiệp hội Chứng teo cơ quốc gia (MDA) và là đồng tổ chức chương trình gây quỹ trên truyền hình cho hiệp hội này.